# SS18L1
SS18L1‏ (SS18L1, nBAF chromatin remodeling complex subunit) هوَ بروتين يُشَفر بواسطة جين SS18L1 في الإنسان.